# Nelly Plazanet
Pour les articles homonymes, voir Plazanet.
Nelly Plazanet, née le 17 janvier 1996 à Pontarlier, est une handballeuse française évoluant au poste d'arrière gauche.

## Biographie
Lors de la saison 2014-2015, elle participe à la montée de Besançon en 1re division .
À l'été 2016, elle participe avec l'équipe de France au championnat du monde junior. Malgré de belles prestations, la France finit à la 13e place de la compétition.
Pour la saison 2018-2019, elle s'engage en deuxième division avec l'AS Cannes Mandelieu Handball.
pour la saison 2019/2020, Nelly rejoint le Handball Club Saint-Amand-les-Eaux (HBCSA).

## Palmarès

### Club
compétitions nationales
- championne de France de 2e division en 2015 (avec l'ES Besançon)